# Schizocaena alternans
Schizocaena alternans là một loài thực vật có mạch trong họ Cyatheaceae. Loài này được (Hook.) J. Sm. miêu tả khoa học đầu tiên năm 1875.